# Paul-Marcel Dammann
Pour les articles homonymes, voir Dammann et Damman.

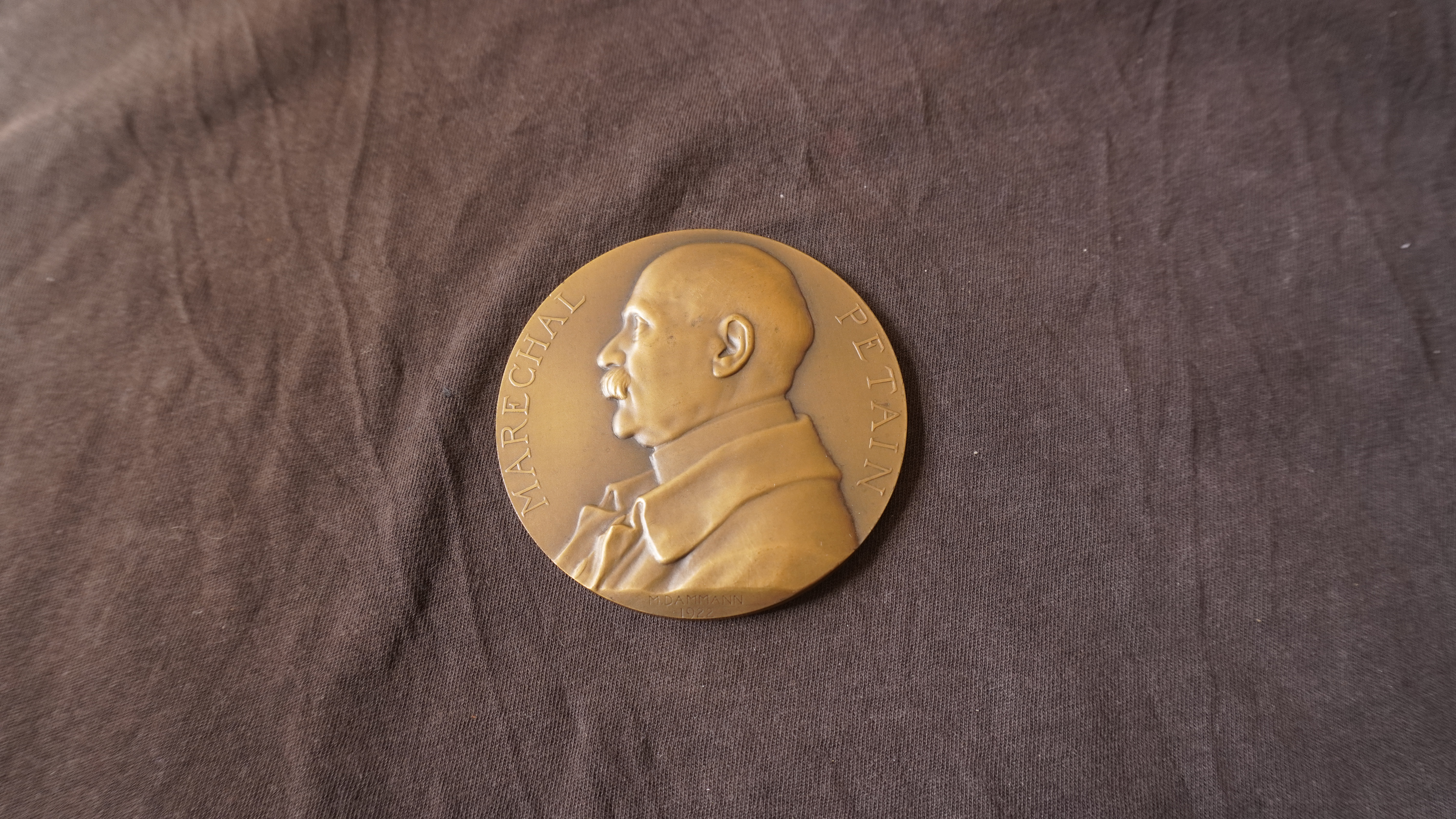
Médaille signée par Paul-Marcel Dammann.

Paul-Marcel Dammann est un médailleur français né le 13 juin 1885 à Montgeron (Essonne) où il est mort en 1939.

## Biographie
Paul-Marcel Dammann est élève de Jules-Clément Chaplain (1839-1909).
Deuxième second grand prix de Rome en gravure de médaille et pierre fine en 1905, il obtient le prix de Rome en 1908. 
Chevalier de la Légion d'honneur, vice-président de la Société des amis de la médaille, il reçoit une médaille d'honneur au Salon des artistes français en 1925.
Certaines de ses œuvres sont conservées au musée de la Monnaie de Paris et à l'American Numismatic Society Museum à New York.
On lui doit le monument aux morts de Montgeron.